# Einadia trigonos
Einadia trigonos är en amarantväxtart som först beskrevs av Schult., och fick sitt nu gällande namn av Paul G. Wilson. Einadia trigonos ingår i släktet Einadia och familjen amarantväxter. Inga underarter finns listade i Catalogue of Life.